# Любарська районна рада
Лю́барська райо́нна ра́да Жито́мирської о́бласті — орган місцевого самоврядування Любарського району Житомирської області. Розміщується в селищі міського типу Любар, котре є районним центром.

## Склад ради
Загальний склад ради: 34 депутати.
Виборчий бар'єр на чергових місцевих виборах 2015 року подолали місцеві організації семи політичних партій. Найбільше депутатських місць отримала «Європейська солідарність» — 13; далі розташувались Всеукраїнське об'єднання «Батьківщина» — 7 депутатів, «Опозиційний блок» — 5, Аграрна партія України — 3 мандати, Всеукраїнське об'єднання «Свобода», УКРОП та Всеукраїнська Чорнобильська Народна Партія «За добробут та соціальний захист народу» — по 2 депутатських місця.
За інформацією офіційної сторінки ради, станом на травень 2020 року діють три депутатських постійних комісій: з питань соціально-економічного розвитку району, законності, правопорядку, регламенту, депутатської етики та місцевого самоврядування;з гуманітарних питань; з питань бюджету і комунальної власності.

### Голова
18 листопада 2015 року, на першій сесії Любарської районної ради VII скликання, головою районної ради обрано депутата від «Європейської Солідарности» Кучера Ігоря Петровича.

## Колишні голови ради
- Рябчук Павло Омелянович — 1986—1990 роки
- Северинчик Володимир Дмитрович — 1990—1993 роки
- Левчук Микола Миколайович — 1994 рік
- Гнатишин Василь Васильович — 1994—1998 роки
- Огінський Станіслав Едуардович — 1998—2002 роки
- Кулик В'ячеслав Володимирович — 2002—2010 роки
- Малиш Євген Іванович — 2010—2014 роки
- Рогальська Людмила Миколаївна — 2014—2015 роки